# Parametrypa aculeatus
Parametrypa aculeatus är en insektsart som först beskrevs av Henri Saussure 1878.  Parametrypa aculeatus ingår i släktet Parametrypa och familjen syrsor. Inga underarter finns listade i Catalogue of Life.